# Callianira bialata
Callianira bialata är en kammanetart som beskrevs av Delle Chiaje 1841. Callianira bialata ingår i släktet Callianira och familjen Mertensiidae. Inga underarter finns listade i Catalogue of Life.